# Palanca de control
|  | Per a altres significats, vegeu «Palanca de control lateral». |

Elements de la palanca de control:
1 Mànec
2 Base
3 Botó de tir
4 Botons addicionals
5 Interruptor d'auto-tir
6 Palanca
7 Botó direccional
8 Ventosa

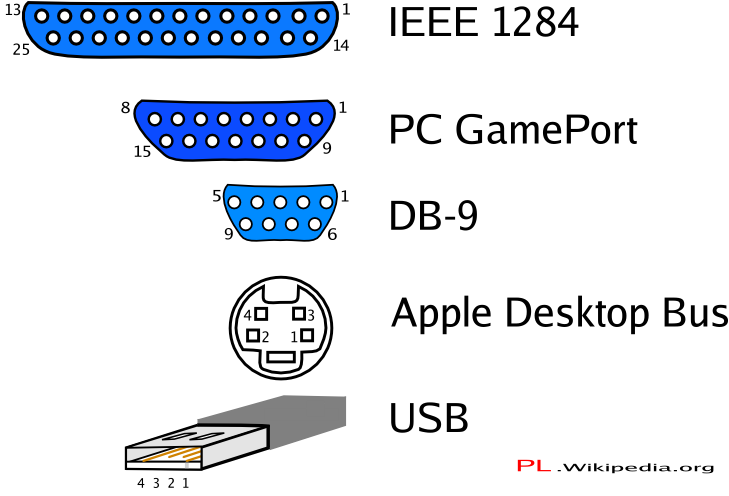
Connectors

La palanca de control (en anglès joystick) és un dispositiu de control de dos o tres eixos que s'usa en un ordinador o videoconsola al transbordador espacial o els avions de caça, passant per grues.
Se sol diferenciar entre palanques digitals (tenen quatre interruptors encès/apagat en una creu situada en la base, més les seves combinacions i els botons d'acció) i joysticks analògics (usen potenciòmetres per a llegir contínuament l'estat de cada eix, i a més de botons d'acció poden incorporar controls lliscants), essent aquests últims més precisos.

## Història
Les palanques de control s'utilitzaven originàriament per a controlar els alerons i elevadors d'una aeronau.
El nom anglès joystick (literalment «bastó de goig») pareix deure's al pilot francès de principi del segle xx Robert Esnault-Pelterie. També s'atribueix als pilots Robert Loraine i James Henry Joyce. Els primers avions tenien una palanca de control, encara que el seu origen mecànic roman incert.
La primera palanca de control elèctrica amb eixos probablement va ser inventat el 1944 a Alemanya. Es va desenvolupar per controlar la bomba guiada Henschel Hs 293. La palanca de control era utilitzada per l'operador per dirigir el míssil cap al seu blanc per control de ràdio. La palanca constava d'interruptors encès/apagat en compte de sensors analògics, per la qual cosa se'l podria considerar la primera palanca digital. El senyal es transmetia al míssil mitjançant un cable fi.
Aquesta idea va ser aprofitada pels científics del Heeresversuchsanstalt a Peenemünde. Una part de l'equip del programa alemany de coets desenvolupava el míssil Wasserfall, successor del coet V-2, el primer míssil terra-aire dissenyat per a derrocar avions enemics. L'equip de desenvolupament del Wasserfall va modificar el sistema de control per a convertir el senyal elèctric a senyals de ràdio que es transmetien al míssil, eliminant la necessitat del cable.
Les primeres palanques de màquina recreativa de saló, eren palanques digitals perquè l'estàndard de connexió de les plaques de circuiteria d'aquestes màquines majoritàriament usat, dit Jamma, que connecta els diferents perifèrics de la carcassa (monitor, botonera, admissor de monedes...), només detecta pulsacions obert/tancat, per la qual cosa les palanques han de ser d'aquest tipus. En evolucionar les recreatives al mateix temps que els ordinadors i videoconsoles van començar a aparèixer controls de tipus analògic.
Les primeres consoles Pong usaven potenciòmetres però la videoconsola Atari 2600 va establir el que seria l'estàndard majoritàriament usat (amb variacions) de palanca de control digital de dos eixos i un botó de foc, combinat amb una parella de potenciòmetres (per a usar amb paddles/ratolí/ratolí de bola). Per l'altre costat, l'Apple II va introduir una palanca de control analògica amb connector de nou pins, que va ser adoptat per l'IBM PC però amb connector de quinze pins. Només uns pocs ordinadors de 8 bits van utilitzar la seva pròpia variació de la palanca de control analògica. Per la seua banda Nintendo va introduir amb el seu NES la primera interfície propietària amb senyals múltiplexs, que amb variacions propietàries en cada consola i generació ha estat el sistema utilitzat en les videoconsoles fins a l'aparició de l'USB
Apple va utilitzar la interfície Apple Desktop Bus com a mètode de connexió de joysticks analògics i digitals i gamepads en els Apple Macintosh (notablement cars per les poques quantitats fabricades), fins que l'aparició del iMac va marcar el pas a USB

## Detalls tècnics

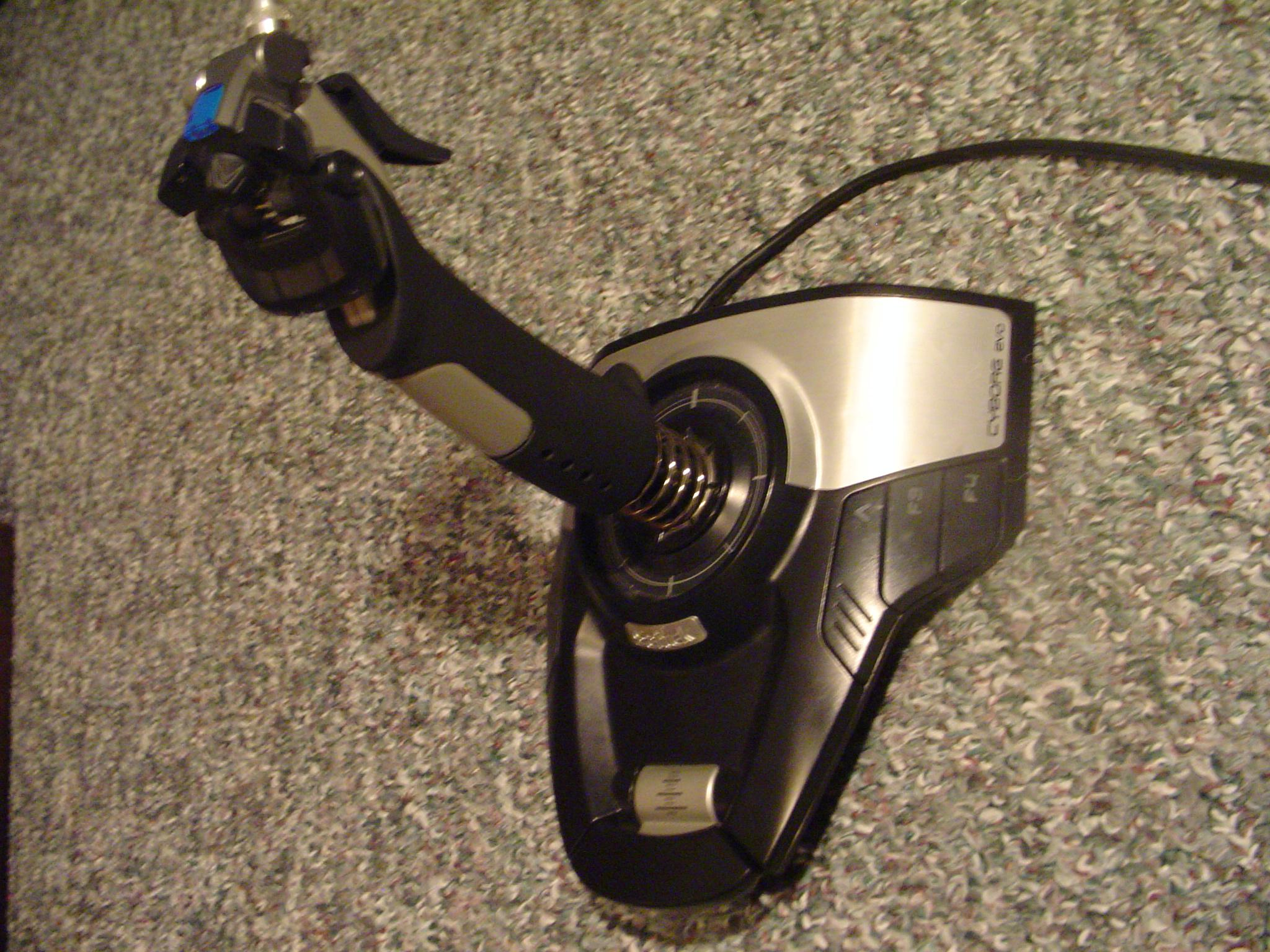
Una imatge d'un joystick de Saitek anomenat Cyborg Evo.

La majoria de les palanques són bidimensionals, amb dos eixos de moviment (semblant a un ratolí), però n'hi ha d'una o tres dimensions. Una palanca de control és generalment configurada de manera que en moure la palanca cap a l'esquerra o la dreta emeti senyals de moviment al llarg de l'eix X, i el seu avançament (cap amunt) o cap enrere (cap avall) emeti els senyals de moviment al llarg de l'eix Y. En palanques de control configurades per al moviment tridimensional, girant la palanca esquerra (contra-moviment) o dreta (sentit horari) els senyals de les agulles del rellotge al llarg de l'eix Z. Aquests tres eixos - X, Y i Z - són, en relació amb una aeronau, un gir, inclinació i referències.
Una palanca de control analògica té estats continus, per exemple, retorna una mesura d'angle de moviment en qualsevol direcció en el pla o l'espai (en general utilitzant els potenciòmetres) i un joystick digital dona només d'encès / apagat els senyals de quatre direccions diferents, i mecànicament les combinacions possibles (per exemple, dalt-dreta, baix-esquerra, etc.) (Palanques digitals van ser molt comunes, com a controladors de joc per a les consoles de vídeo, màquines d'arcade, i els ordinadors personals de la dècada de 1980.)
A més les palanques de control solen tenir un o més botons de foc, s'utilitzen per a activar alguna mena d'acció. Aquests són simples interruptors on / off.
Alguns joysticks tenen la capacitat de regeneració de la força. Aquests són els dispositius de manera activa, no sols els dispositius d'entrada. L'equip pot tornar un senyal a la palanca que fa resistir el moviment amb una força de retorn o fa vibrar la palanca de control. La majoria d'E / S de targetes d'interfície per a PC tenen una palanca de comandament (control del joc) del port. Les palanques modernes en la seva majoria empren una interfície USB per a la connexió a l'ordenador o la consola.

## La tecnologia d'assistència
Palanques de control poden tenir un dispositiu assenyalador dit «tecnologia d'assistència», que s'utilitza per a reemplaçar el ratolí de l'ordinador per a les persones amb discapacitat física severa. En lloc de controlar els jocs amb aquestes palanques es connecten al port USB i es controlen amb el punter del ratolí. Sovint són útils per a les persones amb condicions atetoide, com ara paràlisi cerebral, que la troben més fàcil de comprendre que un ratolí estàndard. Palanques en format miniatura també estan disponibles per a les persones amb condicions que impliquen la feblesa muscular com la distròfia muscular o la malaltia de la motoneurona. També s'utilitzen en les cadires de rodes elèctriques per al control de la potència, ja que són simples i eficaços com a mètode de control.

### Interruptor hat
Es coneix com a interruptor hat o canviador de punt de vista. Permet que hom miri entorn seu en un món virtual, de navegar pels menús… En simuladors de vol, molts la utilitzen per a canviar la vista del jugador, mentre que altres jocs de vegades l'utilitzen com un substitut per al D-pad. L'interruptor és un barret al capdamunt del mànec dit coolio hat, anomenat així pel fet de tenir un d'aspecte semblant a un arnès, pot ser considerat ofensiu.
En un avió real, l'interruptor barret pot controlar coses com l'aleró o el timó de tall.

## La palanca de control al PC d'IBM
Antigament, per a poder connectar el joystick a l'ordinador compatible PC, aquest havia de disposar d'un adaptador per a jocs, que és un port amb un connector de 15 pins de tipus D. Aquest port, generalment s'havia d'afegir a la computadora mitjançant una targeta d'expansió especial, o una que posseïsca múltiples funcions, com per exemple la de so, que a més tenia un adaptador d'aquest tipus, ja que normalment també era usat en connexions MIDI. Aquest adaptador podia reconèixer fins a quatre interruptors i quatre entrades resistives. Els interruptors generalment són botons que permeten d'efectuar certes funcions pel programa que s'estiga executant. Les entrades resistives són potenciòmetres adaptats a dispositius mecànics que simulen un comandament real, com ara palanques o timons, en el cas dels simuladors de vol. Aquestes palanques de control es poden definir com a analògiques, ja que el senyal enviat per aquest port per a les palanques de posició eren valors analògics (associats a la resistència) que havien de ser calibrats.
Els joysticks per a PC actuals es connecten a l'ordinador pel port USB, enciant senyals digitals a través d'aquest port, que han de ser interpretats pel seu corresponent driver, per tant s'ha eliminat la limitació de palanques i botons, podent ser el dispositiu dissenyat amb tants botons o palanques com el fabricant determine. La tecnologia USB ha permès també d'utilitzar controls de videoconsola com els de les Playstation en el PC amb l'adaptador adequat.

## Assistència a discapacitats
Certs tipus especials de palanques s'utilitzen en els ordinadors moderns amb interfície USB com a substituts del ratolí com a dispositiu apuntador, per a persones afectades per paràlisi cerebral, distròfia muscular o esclerosi lateral amiotròfica.